# جاده‌ای به ولویل

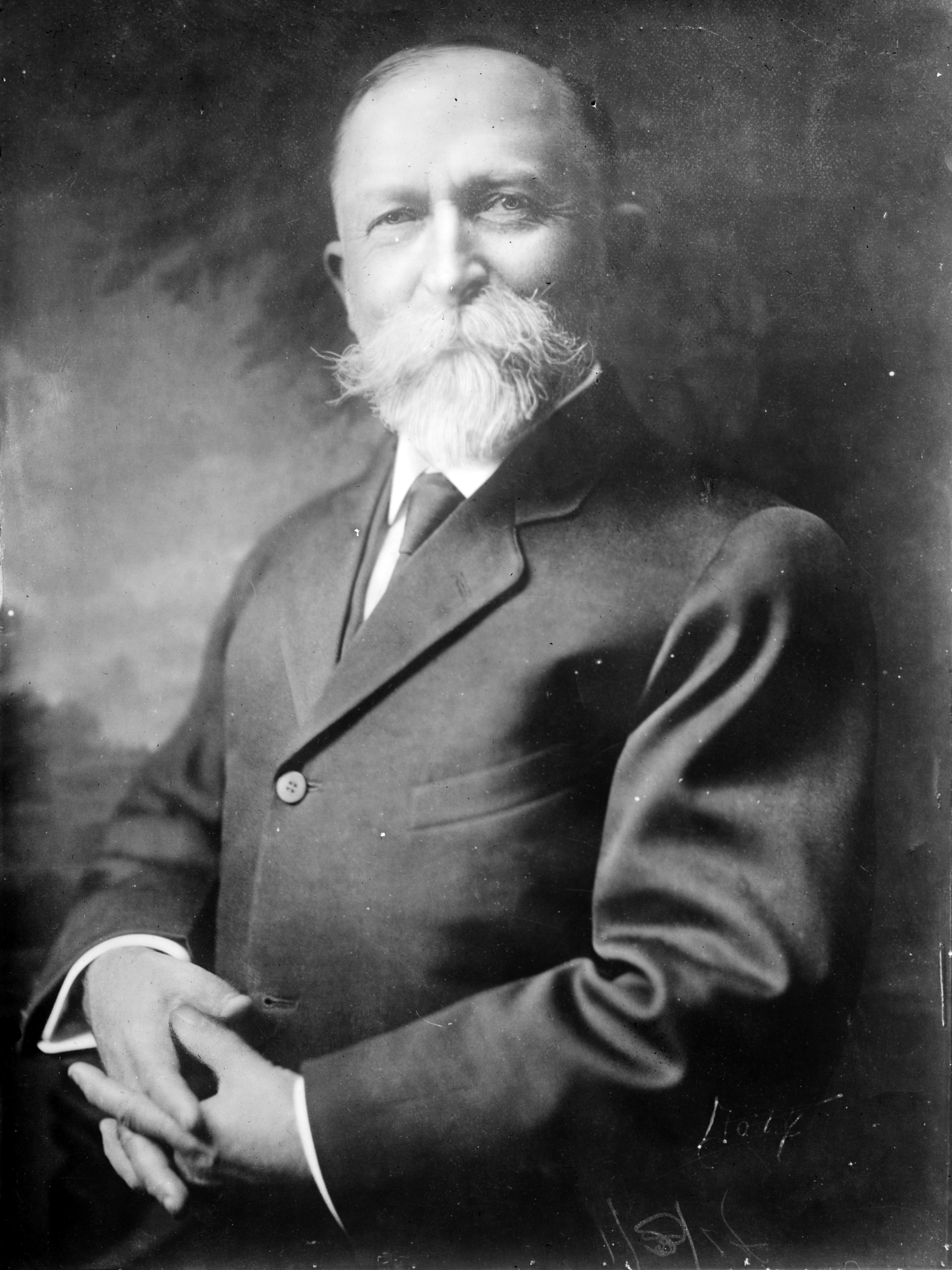
الن پارکر

جاده‌ای به ولویل (به انگلیسی: The Road to Wellville) یا جاده ولویل فیلمی محصول سال ۱۹۹۴ و به کارگردانی آلن پارکر است. در این فیلم بازیگرانی همچون آنتونی هاپکینز، بریجیت فوندا، متیو برودریک، جان کیوسک، دینا کاروی، مایکل لانر، کالم مینی، جان نویل، لارا فلین بویل، کمرین منهایم و نوربرت وایسر ایفای نقش کرده‌اند.